# Derek Theler
Derek Theler (Alaska; 29 de octubre de 1986) es un actor y modelo estadounidense.

## Carrera
Derek comenzó su carrera como actor en 2009, apareciendo en varios papeles menores en series de televisión como The Middle, Cougar Town y The Hills. También audicionó para el papel del Capitán América en el Universo cinematográfico de Marvel, pero no fue elegido.
Theler apareció como modelo en comerciales de televisión. Su primer anuncio fue en un comercial de Coke Zero en 2009. A esto le siguió una campaña para State Farm, en la cual interpretó a un 'tipo guapo' que es 'sensible' y tiene un 'lado oscuro'. También ha aparecido en anuncios para Nike, Kayak.com, Arby's y Verizon.

## Vida personal
Asistió a la Universidad Estatal de Colorado en Fort Collins, Colorado.
Theler fue diagnosticado con Diabetes tipo 1 a los 3 años de edad.

## Filmografía

### Cine
| Año  | Título                      | Rol                  | Notas         |
| ---- | --------------------------- | -------------------- | ------------- |
| 2009 | G Love                      | Cliff                | Cortometraje  |
| 2010 | Intrusion                   | Mike Myers           | Cortometraje  |
| 2010 | Valentine's Day             | Masajista            | No acreditado |
| 2010 | Get Him to the Greek        | Invitado             | No acreditado |
| 2011 | Katherine Heigl Hates Balls | Modelo               | Cortometraje  |
| 2011 | Camp Virginovichl           | Derek Moore          | Cortometraje  |
| 2015 | Shark Killer                | Chase Walker         |               |
| 2015 | How Sarah Got Her Wings     | Jordan               |               |
| 2015 | Chicago Sanitation          | Trabajador sanitario | Cortometraje  |
| 2016 | Secret Summer               | Jake Kenman          |               |
| 2017 | Brotherly Love              | Chris                | Cortometraje  |

### Televisión
| Año       | Título                              | Rol                            | Notas                                       |
| --------- | ----------------------------------- | ------------------------------ | ------------------------------------------- |
| 2007      | The Hills                           | Él mismo                       | Episodio: "New Year, New Friends"           |
| 2009      | Cougar Town                         | Tipo en la playa               | Episodio: "Two Gunslingers" (no acreditado) |
| 2009      | The Middle                          | Tipo del sonido                | Episodio: "The Scratch" (no acreditado)     |
| 2009-2010 | The Tonight Show with Conan O'Brien | Policía en bicicleta / Loki    | No acreditado                               |
| 2010      | Vampire Zombie Werewolf             | Derekktor                      |                                             |
| 2011      | Conan                               | All-star / Thor                |                                             |
| 2011      | 90210                               | Shawn                          | 2 episodios                                 |
| 2012–2017 | Baby Daddy                          | Danny Wheeler                  | Papel principal; 100 episodios              |
| 2018      | Marvel's New Warriors               | Craig Hollis / Mister Immortal | Papel principal                             |

### Web
| Año  | Título                          | Rol         | Notas |
| ---- | ------------------------------- | ----------- | ----- |
| 2012 | Project S.E.R.A.                | Riggins     |       |
| 2017 | Ninjak vs. the Valiant Universe | X-O Manowar |       |

### Música
| Año  | Título                      | Rol              | Notas        |
| ---- | --------------------------- | ---------------- | ------------ |
| 2009 | Rihanna - So Hard ft. Jeezy | Soldado Real #10 | Actor/Modelo |

## Premios y nominaciones
| Año  | Premiación         | Categoría                                       | Trabajo nominado | Resultado |
| ---- | ------------------ | ----------------------------------------------- | ---------------- | --------- |
| 2013 | Teen Choice Awards | Choice TV: Breakout                             | Baby Daddy       | Nom       |
| 2016 | Teen Choice Awards | Choice TV: Liplock: compartido con Chelsea Kane | Baby Daddy       | Nom       |